# Marfa Sjarojka
Marfa Dzmitryievna Sjarojka (belarusiska: Ма́рфа Дзмі́трыеўна Шаро́йка; ryska: Марфа Дмитриевна Шаройко, Marfa Dmitrievna Sjarojko), född 1898, död 1978, var en sovjetisk-belarusisk politiker (kommunist).
Hon var under yrkeskarriären biträdande folkkommissarie för kött- och mejeriindustrin i Vitryska SSR, tillförordnad ordförande för verkställande kommittén för Baranovitji oblast  (belarusiska: Baranavitjy) råd (1942–1944), folkkommissarie, minister för kött- och mejeriindustrin i Vitryska SSR samt minister för kött- och mejeriproduktsindustrin i sovjetrepubliken. 